# 东莞南汉石经幢
南汉石经幢，俗称镇象塔，于南汉大宝五年（962年）即北宋建隆三年由莞人邵廷琄所造，为“镇象”所用的“宝塔（经幢）”。原立于东莞市莞城资福寺（今莞城中心小学）前，现存于东莞市博物馆展出。

## 考古发掘
南汉石经幢于1966年4月经广东省博物馆考古队发掘出土。发掘前只有石经幢柱露出地面，高1.06米。经发掘，并在2米深处发现脱落的经幢盖等零件，得以恢复其原貌。塔基底下和首层、二层间分别出土北宋熙宁元宝、元丰通宝和崇宁重宝等铜钱。塔基底端上层内出土宋代青瓷、黑瓷、影青]等瓷片和一枚元丰通宝；以下深50厘米处出土板瓦、筒瓦、碎砖和唐宋陶瓷碎片；还有猪牙、鹿牙、龟甲、贝壳、蚝壳等。再下深50厘米为纯砂层，仅出土水生物遗壳。未发现当地传承所述的象骨。

## 外观结构
修复后的南汉石经幢为石经幢与石塔结合的建筑结构，共分底座、首层须弥座、座盖，石幢柱、柱上盖，扁圆形石鼓垫，四角形佛塔等五层十段。各层间敷有石灰粘料，石幢柱的上下端凿有阳榫套接在上下盖中所凿的阴榫上。为保持结构稳定，部分部件之间加垫铜钱。除部分文字脱落外，基本完好。通高（不计散失的塔刹部分）3.97米，最宽处（以首层盖为准）1.05米。其中石经幢柱采用花岗岩石料，其余采用砂岩。塔的首层须弥座侧八面刻有纹饰，二层须弥座侧八面刻着戴盖盔披甲武士；座盖侧刻仰莲二层。石经幢柱高1.78米，柱上部每面刻一尊佛像；像下为铭文，第一面为建塔缘起序文，第二至八面是《佛顶尊胜陀罗尼》等经文，现存302字，雕工精细。　　

## 造幢记
大宝五年壬戌，禹余宫使邵廷琄买地起创廨院，甃砌宝塔五层，以崇妙善。因每秋有郡象踏食田禾，奉勒采捕。然戴甲披毛，俱是负来之命；虑遗骸滞魄，难超舍去之魂；仰赖良因，速成济度。

## 影响
南汉遗物存世较少，且该经幢年代清楚，属地明确，对于研究当时的地理环境、社会状况和宗教思想有重要的历史价值。
附近街道因此石经幢得名“象塔街”、“寺前街”并沿用至今。

## 照片集
- 全貌
- 塔基
- 幢柱
- 上盖
- 刻字